# Istituto Superiore Antincendi
L'Istituto Superiore Antincendi (in acronimo ISA) è la scuola di alta formazione del Corpo nazionale dei vigili del fuoco. Venne istituita ufficialmente con decreto del Ministero dell'interno nel 1994.
Il primo comandante è stato Francesco Maria Tosi Beleffi.
La sua sede è a Roma, in prossimità della Piramide Cestia, e si sviluppa lungo la sponda sinistra del fiume Tevere a valle dell'ex ponte ferroviario in ferro (Ponte dell'Industria).

## La struttura
L'area è costituita da una serie di edifici ricavati dai magazzini generali del porto fluviale (progettati tra la fine del XIX e l'inizio del XX secolo) e realizzati per ospitare le attività industriali e commerciali della città di Roma neoeletta capitale d'Italia (1870). La struttura degli edifici, disegnata dall'ingegnere romano Tullio Passarelli e completata nel 1912, ha la peculiarità di essere la prima in cemento armato realizzata a Roma. L'opera di riconversione del complesso ha richiesto un intervento di ristrutturazione e riqualificazione dell'area (avviato nel 1984),  che ha conservato le imponenti strutture portanti atte al trasporto delle merci.

## Organizzazione e attività
Dipende dalla Direzione Centrale per la Formazione del Dipartimento dei vigili del fuoco, del soccorso pubblico e della difesa civile, organizza prioritariamente corsi rivolti alla formazione del personale dirigente, direttivo, tecnico-amministrativo ed informatico del CNVVF.
Al suo interno sono svolte anche attività di formazione e divulgazione tecnico-scientifica riguardanti le materie di interesse istituzionale del Corpo e del Dipartimento dei Vigili del Fuoco, del Soccorso Pubblico e della Difesa Civile, organizzate nell'ambito degli accordi con istituti accademici, ordini professionali ed associazioni.

## Cronotassi dei comandanti
- Ing. Francesco Maria Tosi Beleffi (15/01/1992-03/05/2001)
- Ing.  Guido Parisi (04/05/2001-31/07/2005)
- Ing.  Michele Di Grezia (01/08/2005-07/04/2009)
- Ing.  Fabio Dattilo (08/04/2009-31/08/2009)
- Ing.  Loris Munaro (01/09/2009-31/07/2011)
- Ing.  Marco Ghimenti (01/08/2010-01/01/2014)
- Ing.  Giampiero Boscaino (02/01/2014-14/09/2014)
- Ing.  Stefano Marsella (15/09/2014 - 17/09/2018)
- Arch. Gennaro Tornatore (16/09/2018 - 27/02/2020)
- Ing.  Emanuele Pianese (28/02/2020 - 05/09/2021)
- Ing.  Luigi Diaferio (06/09/2020 - 04/06/2023)
- Ing.  Maria Cavaliere (05/06/2023 - 03/10/2024)
- Ing.  Clara Modesto (03/10/2024 -

## Compiti e funzioni
L'Istituto, In attuazione agli indirizzi forniti dal capo del CNVVF, cura l'organizzazione e la direzione di corsi, master, seminari, convegni di interesse nazionale ed internazionale in materia di sicurezza, soccorso, prevenzione e protezione incendi, volti a migliorare ed innovare le capacità tecniche ed operative del CNVVF.
Ospita anche eventi organizzati nell'ambito della partecipazione del CNVVF ai progetti di ricerca e sviluppo finanziati dalla Commissione Europea.
L'Istituto, impegnato nelle attività istituzionali connesse alla diffusione della cultura della sicurezza, cura la gestione dei collegamenti con l'Università (da alcuni anni collabora con le Università di Roma, Milano, Bari, Firenze, Padova e Pisa), le Scuole di Alta Formazione ed Istituti di Ricerca per lo sviluppo di collaborazioni e l'organizzazione di attività congiunte attraverso seminari, corsi e master.
Fin dai primi anni della sua istituzione, presso l'ISA sono stati organizzati anche importanti eventi sociali, mostre di pittura ed arte moderna, esposizioni fotografiche, quali la manifestazione Vigilinarte.

## Galleria d'immagini

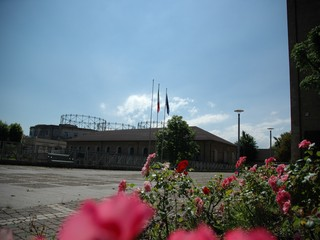
Vista piazzale con bandiere
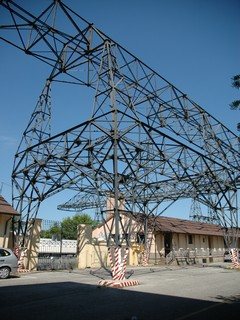
Struttura portante
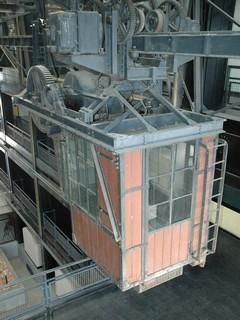
Cabina di sollevamento
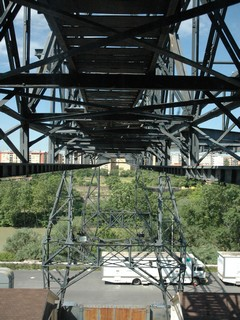
Struttura aerea
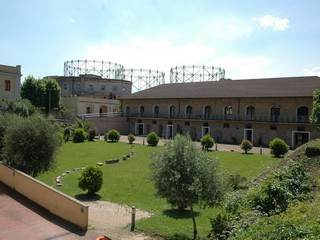
Vista con giardino
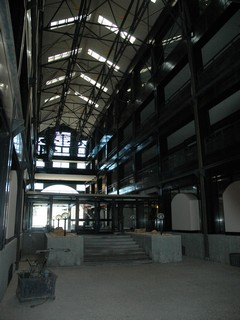
Interno edificio principale

## Struttura
Il complesso copre un'estensione di 23'000 m2 ed è costituito da 14 edifici per un totale di 83'000 m3. Il corpo principale è rappresentato da 4 edifici rettangolari (16x55 m).
In dette strutture l'Istituto Superiore Antincendi può alloggiare oltre 200 persone e sono a disposizione delle attività didattiche, 21 aule (di cui 4 informatizzate), un'aula magna da 250 posti (con cabine per la traduzione simultanea), una sala mensa, una sala ricreativa, bar, e palestra attrezzata.